# Antocha (Antocha) unilineata
Antocha (Antocha) unilineata is een tweevleugelige uit de familie steltmuggen (Limoniidae). De soort komt voor in het Oriëntaals gebied.